# Noční čepice

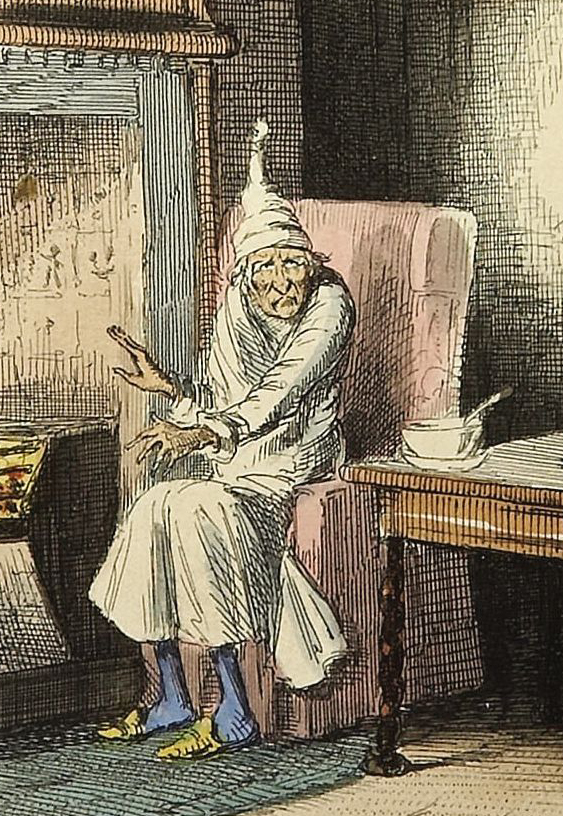
Ebenezer Scrooge, z Vánoční koledy Charlese Dickense, v pyžamu a noční čepici

Noční čepice (též noční čepec) je měkká a většinou teplá pokrývka hlavy, která se nosí při spaní. Používaly se v ložnicích, které nebyly dobře nebo vůbec vytopeny. Nasazuje se často před ulehnutím do postele a obléká se k ní pyžamo či noční košile. V současnosti se již příliš nenosí, často jsou zobrazovány v animovaných filmech jako součást pyžama.
Pánská a dámská noční čepice se liší. Ženy používaly dlouhý kus látky, který si omotávaly kolem hlavy. Mužská čepice byla tradičně špičatá s dlouhým vrškem, jenž byl zakončen bambulí. Délka se určovala tak, aby při zamotání čepice nedošlo k omotání kolem krku a možnému zadušení.
Během 19. století se noční čepice často používaly v chirurgii, aby upevnily obvazy na hlavě. Piktografie jako symbol nočního klidu ukazuje měsíc s nočním čepcem. V přeneseném významu se noční čepice používala jako symbol pomalých, líných osob nebo vytrvalých spáčů. V politických karikaturách je charakteristickým znakem postavy Deutscher Michel, která karikovala chování typických Němců.